# Coletor menstrual
Coletor menstrual é um dispositivo de barreira, desenvolvido para coletar o fluxo menstrual internamente. Ao contrário dos absorventes externos ou internos (tampões), coleta o fluxo ao invés de absorvê-lo.

## Descrição
O mais comum possui a forma de um sino ou taça, feito em silicone médico, elastômero termoplástico ou látex. É reutilizável e possui vida útil estimada entre 5 e 10 anos.

## História
Segundo informações do The Museum of Menstruation and Women’s Health, o coletor menstrual é produzido industrialmente desde a década de 1930 (há registros de coletores rudimentares circulando desde 1867). O primeiro coletor patenteado era assinado por Leona Chalmers e foi concebido nos Estados Unidos com o nome de Tass-ette; a ideia era fabricá-lo em borracha vulcanizada. Houve uma venda e divulgação significativa do coletor nesta década, e se seguiu um longo silêncio acerca do assunto.
Na década de 1950, logo após o fim da Segunda Guerra Mundial foram fabricados copos menstruais nos Estados Unidos; a fabricação foi interrompida sem lucros anos depois, em 1963, por carência de látex, e por não ter se tornado muito popular, devido à opinião das mulheres: o achavam muito grande, rígido e pesado, além da questão cultural que envolve a manipulação da genitália e das secreções vaginais.
O coletor reapareceu em 1970, agora com o nome de Tassaway. Desta vez, ressurgiu como um coletor descartável. A fábrica acabou sendo fechada em poucos anos.
Desde 1987 é fabricado, também nos Estados Unidos, o coletor The Keeper, feito em látex. Foi o primeiro modelo fabricado em dois tamanhos, um deles voltado para mulheres mais jovens e sem filhos. Foi-se tornando bastante popular por ser reutilizável e duradouro, permitindo grande economia de dinheiro ao longo dos anos; além disso, desde o seu predecessor, Tassaway, o coletor recebeu boas críticas dos médicos, que o julgaram extremamente seguro, inócuo e capaz de reduzir a ocorrência de infecções genitais comumente relacionadas ao uso de absorventes externos (tanto descartáveis quanto reutilizáveis) e tampões. O coletor menstrual The Keeper, de látex, continua à venda até hoje.
Nos últimos anos, os coletores vêm sendo fabricados em materiais alternativos como o silicone médico, por conta da possibilidade de alergia gerada pelo uso do látex. Muitas fábricas entraram na produção dos coletores, o que permite maior possibilidade de escolha entre modelos, formatos, cores, possibilitando assim uma maior adequação entre as usuárias.

## Benefícios
São várias as razões para a escolha de um copo menstrual ao invés de absorventes tradicionais. Algumas delas:
- Economia – os coletores podem durar até 10 anos quando recebem cuidados adequados. Algumas marcas recomendam troca anual ou a cada 5 anos, outras o anunciam com validade indeterminada, embora em geral a troca seja definida pela usuária. O custo inicial de um coletor é maior do que o dos absorventes tradicionais, mas este custo é dissolvido ao longo do tempo de uso.
- Consciência ambiental – com os coletores reutilizáveis, apenas o fluxo menstrual é descartado, o que contribui para menor produção de lixo. O algodão utilizado pela maior parte dos fabricantes de absorventes é alvejado, o que pode ser muito prejudicial ao meio ambiente e deixa traços de dioxina (um possível carcinógeno) no algodão. Existe uma controversa, já que o silicone além de não ser biodegradável, também não é um material reciclável.
- Consciência social – como um único coletor pode ser usado por muitos anos, há muitos projetos sociais que atuam distribuindo esse produto para populações de baixa renda ao invés de distribuir absorventes higiênicos, que precisariam ser entregues com muito mais frequência.
- Portabilidade – é muito mais cômodo carregar um único coletor do que vários absorventes.
- Conforto – o coletor menstrual é utilizado internamente, no canal vaginal. O coletor não causa sensação de peso e não incomoda ao urinar. Também não altera as condições de umidade, pH e flora vaginal, por ser feito de silicone e não ter função absorvente. O coletor também pode ser usado durante atividade física na água e fora dela, e pode ser usado antes do início da menstruação (ideal para mulheres com ciclos irregulares).
- Baixo risco de infecções –  há um caso relatado de Síndrome do choque tóxico (sigla SCT, geralmente ligado ao uso de tampões tradicionais) em mulher que usou o coletor. http://www.ncbi.nlm.nih.gov/pmc/articles/PMC4556184/ .Quando usados corretamente, os coletores não aumentam os riscos de infecção. Há estudos que comparam a ocorrência de casos de endometriose entre mulheres que usam o coletor, mas não há evidências suficientes de que o dispositivo aumente a probabilidade de desenvolvimento de qualquer desordem de saúde.
- Comodidade – os coletores têm capacidade para um volume de fluxo muito maior do que os tampões ou absorventes, o que permite um uso muito mais longo mesmo entre mulheres com fluxo intenso.

## Possíveis dificuldades
Embora a maior parte das usuárias não possua reclamações sérias acerca do uso do coletor, algumas dificuldades podem ser encontradas:
- Dor ou resistência – por ser um dispositivo diferente do usual, algumas mulheres sentem dificuldade na inserção ou na retirada do coletor. A dificuldade na inserção pode ser solucionada através da escolha de posições mais confortáveis; também se pode optar por formas de dobra (do coletor) mais adequadas para cada fisiologia. A dificuldade na retirada geralmente é causada pela força do vácuo formado pelo coletor dentro do canal vaginal(necessário para evitar vazamentos e para manter o dispositivo no lugar); isto pode ser solucionado com técnicas de retirada do vácuo antes da remoção do coletor.
- Cólicas menstruais – algumas mulheres notam um aumento na frequência e/ou intensidade deste problema ao usar o coletor; isto se deve, quase sempre, ao posicionamento inadequado do mesmo no interior do canal vaginal.
- Vazamento – os casos de vazamento podem ocorrer por má colocação do dispositivo, não-formação do vácuo interno ou mesmo por intensidade do fluxo coletado. Deve-se procurar a melhor forma de inserção para que o mesmo fique adequadamente acoplado no canal vaginal, bem como observação do fluxo menstrual e da capacidade do coletor.
- Incômodo – algumas vezes, o mau posicionamento do coletor pode causar incômodo; basta encontrar a localização ideal do mesmo no canal vaginal, e sua presença não deve ser sentida. Em alguns modelos, o coletor possui uma haste que ajuda na remoção, e ela pode ser muito longa para algumas mulheres, o que provoca algum incômodo – neste caso, basta cortar uma parte da haste (algumas mulheres preferem o coletor sem qualquer tipo de haste).
- Puerpério – o uso de coletores não é recomendado no período puerperal (pós-parto).
- Virgindade – em certos modelos, o coletor não é recomendado para mulheres que ainda não tenham tido relações sexuais e que se incomodem com o rompimento do hímen, uma vez que sua inserção ou retirada provavelmente causará este rompimento. No entanto, existem marcas que disponibilizam vários tamanhos para que o coletor menstrual escolhido se adapte perfeitamente às características e necessidades da usuária.

Este tipo de dificuldade costuma ser solucionado com o passar do tempo e com o aumento da experiência da usuária. Caso haja qualquer problema incomum ou de difícil resolução, o correto é procurar ajuda médica.

## Tamanho

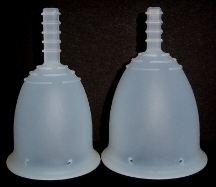
Exemplos de dois coletores menstruais de tamanhos distintos.

As diversas marcas de coletores disponíveis possuem tamanhos muito variados à venda. Apesar de ser uma escolha muito pessoal, alguns critérios devem ser levados em conta, tais como a compleição física, a ocorrência ou não de gravidez e parto (independente da via de nascimento) e a intensidade do fluxo. Cada marca define o critério para escolha de tamanho de acordo com a forma do coletor produzido. A forma também é importante, já que cada mulher é diferente em sua fisiologia; cada uma deve procurar um formato que julgue mais adequado para si. Em termos de fluxo, é necessário que cada mulher conheça o seu, tendo sido recomendados os coletores de tamanho maior para aquelas que possuem fluxo mais intenso; de qualquer forma, mesmo os menores coletores possuem capacidade muito maior do que a maioria dos tampões convencionais.